# 中国人民解放军空军第九八六医院
中国人民解放军空军第九八六医院，位于陕西省西安市碑林区友谊东路269号，隶属中国人民解放军空军军医大学，为三级甲等医院。

## 简介
1951年，成立中国人民解放军西北军区空军第一医院。1952年7月更名为中国人民解放军空军第五医院。1954年更名为中国人民解放军空军第四五一医院。1959年2月更名为中国人民解放军空军西安医院。1994年7月更名为中国人民解放军第四五一医院。1991年被陕西省卫生厅确定为省级医院，1994年，由军委总部委托空军组织评审为三级甲等医院。1999年被陕西省、西安市确定为城镇职工基本医疗保险定点医院。1999年4月，医院由空军转隶中国人民解放军兰州军区。2016年9月，由原兰州军区转隶中国人民解放军中部战区空军后勤部。
医院于1992年率先在中国人民解放军全军及中国西北地区完成第一例腹腔镜胆囊切除手术。1996年被中华人民共和国卫生部授权建立“卫生部医政司内镜外科交流培训西安分中心”。1999年被兰州军区确定为“腹腔镜外科中心”，被陕西省确定为“内镜外科中心”，并授予“医疗优势专科”称号。2001年获批准为“全军腹腔镜治疗中心”。2013年1月，第四五一医院腹腔镜医院挂牌成立。
根据调整，原解放军第323、451医院及西安驻军12个门诊部组建成立空军第986医院。

## 历任领导
| 院长 …… - 魏宗宇（？—？，空军第四五一医院院长） …… - 沈君礼（？—？） - 李伟（？—） | 政治委员 …… - 王琦锐（？—？） |